# Georg Hoffmann
Georg Hoffmann, (1880 - 1947) foi um saltador ornamental alemão que competiu em provas de saltos ornamentais por seu país.
Hoffmann é o detentor de três medalhas de prata olímpicas, conquistadas em duas diferentes edições, uma delas nos Jogos Intercalados, entre duas edições olímpicas. Hoffmann foi o primeiro medalhista alemão dos saltos ornamentais, quando subiu ao pódio nos Jogos de St. Louis, na prova do Combinado. Nessa mesma edição, foi ainda medalhista na natação, na prova das 100 jardas estilo costas. Em 1906, conquistou sua terceira medalha, novamente pelos saltos ornamentais, na plataforma. Faleceu aos 67 anos de idade.